# Dolní Předměstí (Polička)
Dolní Předměstí je část města Polička v okrese Svitavy. Nachází se na západě Poličky. Prochází zde silnice II/353. V roce 2009 zde bylo evidováno 550 adres. V roce 2001 zde trvale žilo 2404 obyvatel.
Dolní Předměstí leží v katastrálním území Polička o výměře 18,65 km2.